# Hypotes
| Hypotes |
| --- |
| - Betydelse – ännu obevisat antagande - Relaterade begrepp – teori (grupp av obevisade antaganden) - Fortsättning – tes (antagandet under försvar eller bestridande), teorem (bevisat riktigt antagande) |

En hypotes är ett ännu obevisat antagande om verkligheten. Inom vetenskapen ställs hypoteser upp som teoretiska förklaringar av iakttagna fenomen, och hypotesens möjliga riktighet behöver därefter prövas genom vidare iakttagelser eller experiment. Påståendet vars riktighet bevisats förvandlas till ett teorem.

## Användning och liknande begrepp
En hypotes är normalt bara intressant om man använder den i hypotesprövning eller hypotetisk-deduktiv metod, då man kan avgöra om hypotesen givit en sann eller falsk bild av verkligheten. Jämför även ad hoc-hypotes.
Inom deduktiv argumentation kan man dock tillfälligt arbeta med en hypotes, för att sedan undersöka vad som kan komma ur hypotesen. Ifall resultatet blir en motsägelse, har hypotesen konstaterats vara falsk.
Inom matematiken brukar även en hypotes benämnas förmodan eller antagande.
En hypotes skiljer sig från en tes, genom att den senare är föremål för försvar eller bestridande. Tesen växer därmed fram ur det tidigare stadium, där hypotesen motsvarar själva tanken om att något skulle kunna stämma. På samma sätt är en teori en grupp ännu obevisade antaganden.

## Etymologi
Ordet hypotes är efter grekiskans hypothesis ('grund', 'antagande'). Det är bildat på förledet hypo- ('under') och thesis (tes), med betydelsen 'uppställd sats' eller 'påstående'.